# Théâtre sans animaux
Théâtre sans animaux est une pièce de théâtre du genre absurde composée de huit saynètes écrites par Jean-Michel Ribes.
La pièce a été créée en août 2001 au Théâtre Tristan Bernard et publiée la même année aux éditions Actes Sud. Depuis 2024, elle est reprise par la troupe l'Eclair Cie à Paris et aux alentours avec à la mise en scène Louis Auclair et Guillaume de Mey.

## Liste des saynètes
- Égalité-Fraternité
- Tragédie
- Monique
- Le Goéland
- Dimanche
- Bronches
- USA
- Souvenir

## Distribution originale
- Lionel Abelanski
- Annie Grégorio
- Sarah Haxaire
- Philippe Magnan
- Christian Pereira

- Mise en scène : Jean-Michel Ribes, assisté de Deborah Banoun
- Décors : Jean-Marc Stehlé
- Costumes : Juliette Chanaud
- Musique : Jean-Claude Camors
- Chorégraphie : Laura Scozzi
- Lumières : Pascal Sautelet

## Distinctions
- Molières 2002 :
  - Molière du meilleur spectacle comique
  - Molière de la comédienne dans un second rôle pour Annie Grégorio
  - Meilleur auteur francophone pour Jean-Michel Ribes